# Alan Patrick
Alan Patrick Lourenço (Catanduva, 13 de maio de 1991) é um futebolista brasileiro que atua como meio-campista. Joga pelo Internacional.

## Carreira

### Santos
Jogava em uma escolinha de futebol em São José do Rio Preto chamada Derac, quando, aos 12 anos, despertou interesse do Santos. Sem condições de pagar o transporte, foi de carona em um caminhão de açúcar. Alan Patrick só selou o acordo com o Peixe em 2004.
Revelado nas categorias de base do clube, onde foi treinado pelo ex-jogador Narciso, foi o camisa 10 do time vice-campeão da Copa São Paulo de Futebol Júnior de 2010 e chegou ao profissional ainda em 2009.
No total, o meia, que chegou a ser considerado o substituto para uma eventual saída de Paulo Henrique Ganso, fez 36 jogos pelo clube, marcou sete gols, e ajudou o time nas conquistas do bicampeonato paulista (2010 e 2011), Copa do Brasil (2010), e a da Libertadores (em 2011).

### Shakhtar Donetsk
Alan Patrick embarcou no dia 23 de junho de 2011 para a Ucrânia, para assinar contrato com o novo clube, o Shakhtar Donetsk. O valor total da transferência foi de 4 milhões de euros, sendo que o Santos ficou com a metade. A outra foi dividida em 40% para o Grupo DIS e 10% para o jogador.
Em 21 de setembro de 2011, faz primeiro gol oficial com a camisa do Shakhtar, em jogo válido pela terceira fase da Copa da Ucrânia, onde o time de Donetsk encarou o Shakhtar Sverdlovsk, da Terceira Divisão, e venceu fora de casa por 2–0.

### Internacional

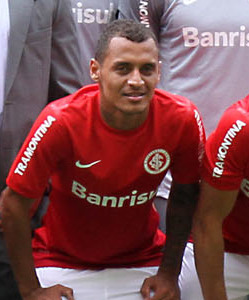
Alan Patrick pelo Inter em 2014

Acertou seu retorno ao Brasil no dia 2 de julho de 2013, sendo contratado por empréstimo pelo Internacional. No entanto, teve um ano muito apagado com poucas chances com os treinadores Dunga e Clemer, e em poucas vezes foi relacionado para as partidas.
Já em 2014, com o técnico Abel Braga, o jogador teve mais oportunidades e confiança, tornando-se titular do time Colorado e fazendo um bom Campeonato Gaúcho. Apesar das boas atuações, Alan Patrick caiu de produção no segundo semestre e o Inter decidiu não renovar com o jogador, que retornaria ao Shakhtar em 2015. 
O Palmeiras, no entanto, entrou em acordo com o time ucraniano e acertou o seu contrato de empréstimo por um ano.

### Palmeiras
Em 19 de janeiro de 2015, Alan Patrick foi anunciado como jogador do Palmeiras por empréstimo de um ano, sendo o 13° reforço do clube para a temporada. Fez sua estreia pelo clube em 25 de janeiro. Sua estreia oficial ocorreu em 5 de fevereiro, numa partida contra a Ponte Preta, válida pelo Campeonato Paulista. Seu desempenho em campo pelo clube foi atrapalhado por lesões e, sem espaço, teve sua passagem pelo clube abreviada.
| “ | Infelizmente no Palmeiras sofri com lesões que atrapalharam muito meu desempenho e não me deixaram ter uma boa sequência. | ” |

Alan Patrick até chegou a ser titular no Palmeiras durante a primeira fase do Campeonato Paulista de 2015, mas sofreu com seguidos problemas físicos e saiu do clube com treze partidas e um gol, marcado na sua estreia, em amistoso contra o Red Bull na pré-temporada.
| “                                                                   | O Alan teve duas contusões consecutivas. Uma delas foi grave (estiramento muscular na coxa esquerda), e houve até uma sugestão de cirurgia. Depois o pessoal do clube optou por fazer o tratamento conservador, e ele se recuperou. Para você ter uma ideia, ele não foi inscrito na fase decisiva do Campeonato Paulista porque havia uma preocupação de talvez ele ter que fazer uma cirurgia. Isso tirou muito o Alan das partidas, com isso ele caiu muito no ritmo de jogo. Como o Palmeiras havia contratado muitos jogadores para a mesma posição, houve essa opção para que ele mudasse de camisa. | ” |
| — Oswaldo de Oliveira, então treinador de Alan Patrick no Palmeiras | |   |

Como o Flamengo havia se interessado pelo atleta, a diretoria e o treinador Oswaldo de Oliveira resolveram por liberar sua ida ao clube do Rio de Janeiro, em junho de 2015, repassando seu contrato de empréstimo ao rubro-negro. Juntamente com o lateral-direito Ayrton, ele foi negociado com o clube carioca como parte das negociações que trouxeram o atacante Alecsandro para o Palmeiras.

### Flamengo
No dia 11 de junho de 2015, o Flamengo anunciou a contratação do meia para a disputa do Campeonato Brasileiro. O técnico Cristóvão Borges acreditou que ele poderia ser o novo camisa 10 do time. Alan Patrick marcou seu primeiro gol com a camisa do Flamengo no dia 6 de julho, porém não foi suficiente e o time perdeu para o Figueirense por 2–1. Seu segundo gol com a camisa rubro-negra foi um golaço; na ocasião, o jogador abriu o placar do empate em 2–2 contra o Santos, no Maracanã, com um lindo chute de fora da área. Este gol foi eleito “a pintura” do final de semana, com 45,9% dos votos na enquete do programa É Gol!!!, do SporTV. Seu terceiro gol com a camisa rubro-negra, marcado em uma cobrança de falta no ângulo do goleiro, também foi eleito “a pintura” da rodada (18a do Brasileirão 2015), com 50,9% dos votos na enquete do programa “É Gol!!!”, do SporTV. Estes dois gols concorreram ao gol mais bonito do mês de agosto, numa enquete do programa É Gol!!!, do SporTV. O gol marcado contra o Santos foi eleito "a pintura do mês" (recebendo 34,9% dos votos), e o de falta ficou na terceira colocação (com 24,36% dos votos). No dia 2 de setembro, na partida em que o Fla venceu o Avaí por 3–0 na Arena das Dunas, válida pela 21ª rodada do Brasileirão, Alan Patrick fez uma partidaça, tendo papel fundamental em todos os gols. Primeiro ele marcou o dele, de canhota, após se livrar do zagueiro. No segundo gol, deu um passe de calcanhar para Pablo Armero cruzar pro Kayke marcar. No terceiro gol, o meia deu um lindo passe em profundidade pro Kayke marcar seu segundo gol na partida. Por conta desta atuação, ele foi eleito o craque da 22ª rodada do Brasileirão, segundo o SporTV. O jogador rubro-negro figurou também na Seleção da Rodada feita pelo jornal Lance!.
Alan Patrick fez mais uma excelente partida contra o Cruzeiro, pela 24ª rodada do Brasileirão. Além de ter sido o melhor em campo (fez um gol), ainda deu um elástico para cima do lateral Pará, do Cruzeiro. Por conta desta atuação, ele foi eleito o "Craque da Rodada 24" e "O Cara da Rodada", ambos pelo jornal Lance!, além de ter sido "escalado" para a "Seleção da Rodada 24" pelo SporTV.
| “                                                                           | Alan Patrick foi mais uma vez o melhor em campo, parece que encarnou bem essa responsabilidade de organizar o time. Acelera o jogo quando tem que acelerar, cadencia quando tem que cadenciar, se posiciona como atacante, como volante, um jogador muito inteligente que caiu como uma luva no time do Flamengo. | ” |
| — Roger Flores, sobre o desempenho de Alan Patrick com a camisa do Flamengo | |   |

Até a 24ª rodada do Brasileirão, Alan Patrick figurava na Seleção do Brasileirão 2015 feita através das notas dadas a cada jogo do Campeonato pelo jornal Lance!. No dia 27 de outubro, Alan participou de uma festinha, com mais quatro jogadores do Flamengo, após o treino. Mesmo os cinco jogadores sustentando que não houve baderna, tratando-a como uma confraternização normal, a diretoria resolveu punir os jogadores, afastando-os do grupo principal e multando-os. Por conta disso, Alan Patrick não participou da derrota do Fla diante do Grêmio, por 2–0. Porém, na partida seguinte, diante do Goiás, Alan Patrick voltou em grande estilo. Mesmo sendo vaiado quando da entrada em campo da equipe, e nos minutos iniciais do jogo (a cada vez que pegava na bola), Alan participou de três dos quatro gols rubro-negros (fez dois e deu uma assistência), e ajudou a equipe a vencer o Esmeraldino por 4–1, no Maracanã. Após marcar o primeiro gol da partida, Alan caiu de joelhos no gramado do Maracanã e chorou copiosamente. Sua atuação neste jogo, lhe rendeu a maior nota da rodada feita pelo GloboEsporte.com, e também a do Cartola FC.
No início de 2016 Alan Patrick não começou bem o ano, ficando no banco do Flamengo para Federico Mancuello, mas retornou ao time titular no esquema de jogo que o treinador Muricy Ramalho implantou, colocando-o Alan e Mancuello como meias criativos. No clássico contra o Botafogo no dia 2 de abril, em jogo válido pelo Campeonato Carioca, Alan Patrick marcou um golaço colocando a bola no ângulo do goleiro Jefferson. Depois disso, o jogador marcou outro golaço com a camisa do Flamengo, esse de falta, numa derrota para o Fortaleza no dia 18 de maio, em jogo válido pela Copa do Brasil. O meia voltou a balançar as redes no dia 5 de junho, na derrota de 2–1 para o Palmeiras, onde mandou uma bomba que bateu na trave e entrou, sem chances para o goleiro Fernando Prass.
Alan Patrick coroou a sua boa temporada no dia 17 de novembro, sendo selecionado para a lista dos 55 melhores jogadores da América, na posição de meia-direita.

### Retorno ao Shakhtar Donetsk

Alan Patrick atuando pelo Shakhtar Donetsk em 2019

No início de 2017, o brasileiro retornou ao Shakhtar para o restante da temporada.
Em meio à invasão da Ucrânia pela Rússia, Alan Patrick retornou ao Brasil em fevereiro de 2022, encerrando um ciclo de 11 anos pelo Shakhtar, num total de 178 jogos, 26 gols e 32 assistências.

### Retorno ao Internacional
Após onze anos no Shakhtar Donetsk, Alan Patrick teve anunciada a sua compra em definitivo pelo Internacional, no dia 12 de abril de 2022, assinando contrato até 2025.
A reestreia do novo camisa 10 do Inter foi no dia 8 de maio, num empate em 1–1 contra o Juventude, em partida válida pelo Campeonato Brasileiro.
O ano de 2025 trouxe boas memórias ao jogador e para a torcida, pois Alan foi protagonista da reconquista do Campeonato Gaúcho, onde chegou até mesmo a marcar no jogo de ida da decisão. O meia ainda foi escolhido como o melhor jogador da competicão . 
Em abril de 2025, chegou a marca de seis gols marcados no clássico Grenal, contra o arquirival Grêmio, sendo nomeado pelas redes sociais do clube como "Homem Gre-Nal". O gol foi após um toque de mão do adversário dentro da área que ocasionou uma penalidade a favor da equipe colorada. Alan Patrick converteu com categoria e o jogo terminou no placar de 1x1, válido pela quinta rodada do Campeonato Brasileiro. 

## Seleção Nacional
Em março de 2009, Alan Patrick defendeu a Seleção Brasileira Sub-18 na 9ª Copa Internacional do Mediterrâneo, em Barcelona (Espanha).
No início de 2010, foi vice-campeão pelo selecionado Sub-20 no Torneio de Seleções, em Punta del Este (Uruguai). Em setembro do mesmo ano, sagrou-se campeão da 8ª Copa Sendai, no Japão, com a Seleção Brasileira Sub-19.
Ainda pela Seleção Brasileira Sub-20, o jogador foi campeão do Sul-Americano de 2011 e do Mundial de 2011.

## Estatísticas
Atualizadas até 1 de abril de 2021

### Clubes
| Clube             | Temporada         | Campeonato nacional | Campeonato nacional | Campeonato nacional | Copa nacional[a] | Copa nacional[a] | Copa nacional[a] | Competições continentais[b] | Competições continentais[b] | Competições continentais[b] | Outros torneios[c] | Outros torneios[c] | Outros torneios[c] | Total | Total | Total   |
| Clube             | Temporada         | Jogos               | Gols                | Assist.             | Jogos            | Gols             | Assist.          | Jogos                       | Gols                        | Assist.                     | Jogos              | Gols               | Assist.            | Jogos | Gols  | Assist. |
| ----------------- | ----------------- | ------------------- | ------------------- | ------------------- | ---------------- | ---------------- | ---------------- | --------------------------- | --------------------------- | --------------------------- | ------------------ | ------------------ | ------------------ | ----- | ----- | ------- |
| Santos            | 2009              | 3                   | 0                   | 0                   | —                | —                | —                | —                           | —                           | —                           | —                  | —                  | —                  | 3     | 0     | 0       |
| Santos            | 2010              | 18                  | 4                   | 0                   | —                | —                | —                | 0                           | 0                           | 0                           | 4                  | 1                  | 0                  | 22    | 5     | 0       |
| Santos            | 2011              | 2                   | 0                   | 1                   | —                | —                | —                | 5                           | 1                           | 0                           | 7                  | 1                  | 0                  | 14    | 2     | 1       |
| Santos            | Total             | 23                  | 4                   | 1                   | 0                | 0                | 0                | 5                           | 1                           | 0                           | 11                 | 2                  | 0                  | 39    | 7     | 1       |
| Shakhtar Donetsk  | 2011–12           | 1                   | 0                   | 0                   | 1                | 1                | 0                | —                           | —                           | —                           | —                  | —                  | —                  | 2     | 1     | 0       |
| Shakhtar Donetsk  | 2012–13           | 4                   | 1                   | 0                   | 2                | 0                | 0                | 0                           | 0                           | 0                           | 0                  | 0                  | 0                  | 6     | 1     | 0       |
| Shakhtar Donetsk  | Total             | 5                   | 1                   | 0                   | 3                | 1                | 0                | 0                           | 0                           | 0                           | 0                  | 0                  | 0                  | 8     | 2     | 0       |
| Internacional     | 2013              | 5                   | 0                   | 0                   | 1                | 0                | 0                | —                           | —                           | —                           | —                  | —                  | —                  | 6     | 0     | 0       |
| Internacional     | 2014              | 24                  | 2                   | 4                   | 5                | 0                | 1                | 2                           | 0                           | 0                           | 15                 | 3                  | 1                  | 46    | 5     | 6       |
| Internacional     | Total             | 29                  | 2                   | 4                   | 6                | 0                | 1                | 2                           | 0                           | 0                           | 15                 | 3                  | 1                  | 52    | 5     | 6       |
| Palmeiras         | 2015              | 2                   | 0                   | 0                   | 2                | 0                | 0                | —                           | —                           | —                           | 9                  | 1                  | 2                  | 13    | 1     | 2       |
| Palmeiras         | Total             | 2                   | 0                   | 0                   | 2                | 0                | 0                | 0                           | 0                           | 0                           | 9                  | 1                  | 2                  | 13    | 1     | 2       |
| Flamengo          | 2015              | 26                  | 7                   | 5                   | —                | —                | —                | —                           | —                           | —                           | 2                  | 0                  | 0                  | 28    | 7     | 5       |
| Flamengo          | 2016              | 28                  | 4                   | 5                   | 3                | 1                | 0                | 4                           | 2                           | 0                           | 13                 | 1                  | 1                  | 48    | 8     | 6       |
| Flamengo          | Total             | 54                  | 11                  | 10                  | 3                | 1                | 0                | 4                           | 2                           | 0                           | 15                 | 1                  | 1                  | 76    | 15    | 11      |
| Shakhtar Donetsk  | 2016–17           | 9                   | 1                   | 2                   | 1                | 0                | 0                | 0                           | 0                           | 0                           | 0                  | 0                  | 0                  | 10    | 1     | 2       |
| Shakhtar Donetsk  | 2017–18           | 25                  | 3                   | 3                   | 4                | 0                | 1                | 3                           | 0                           | 0                           |                    |                    |                    | 32    | 3     | 4       |
| Shakhtar Donetsk  | 2018–19           | 27                  | 2                   | 6                   | 3                | 0                | 0                | 7                           | 0                           | 1                           | 1                  | 0                  | 0                  | 28    | 2     | 7       |
| Shakhtar Donetsk  | 2019–20           | 25                  | 4                   | 4                   | —                | —                | —                | 12                          | 4                           | 3                           | 1                  | 1                  | 0                  | 38    | 9     | 7       |
| Shakhtar Donetsk  | 2020–21           | 16                  | 4                   | 4                   | 1                | 0                | 0                | 9                           | 1                           | 1                           | 1                  | 0                  | 0                  | 27    | 5     | 5       |
| Shakhtar Donetsk  | Total             | 0                   | 0                   | 0                   | 0                | 0                | 0                | 0                           | 0                           | 0                           | 0                  | 0                  | 0                  | 135   | 20    | 25      |
| Total na carreira | Total na carreira | 113                 | 18                  | 15                  | 14               | 2                | 1                | 11                          | 3                           | 0                           | 53                 | 6                  | 4                  | 323   | 50    | 45      |

- a. ^ Jogos da Copa do Brasil e Copa da Ucrânia
- b. ^ Jogos da Copa Sul-Americana, Copa Libertadores da América, Liga dos Campeões da UEFA e Liga Europa da UEFA
- c. ^ Jogos do Campeonato Paulista, Amistoso, Supercopa da Ucrânia, Campeonato Gaúcho, Troféu Asa Branca, Taça Chico Science e Supercopa da Ucrânia

### Seleção Brasileira
Abaixo estão listados todos e jogos e gols do futebolista pela Seleção Brasileira, desde as categorias de base. Abaixo da tabela, clique em expandir para ver a lista detalhada dos jogos de acordo com a categoria selecionada.

#### Sub-19
| Ano   |       |      |         |       |
| Ano   | Jogos | Gols | Assist. | Média |
| ----- | ----- | ---- | ------- | ----- |
| 2010  | 1     | 1    | 0       | 1     |
| Total | 1     | 1    | 0       | 1     |

|    | Data                  | Local                         | Resultado | Adversário | Gols | Assist. | Competição          |
| -- | --------------------- | ----------------------------- | --------- | ---------- | ---- | ------- | ------------------- |
| 1. | 9 de setembro de 2010 | Sendai Stadium, Sendai, Japão | 4–1       | China      | 1    | 0       | Copa Sendai de 2010 |

#### Sub-20
| Ano   |       |      |         |       |
| Ano   | Jogos | Gols | Assist. | Média |
| ----- | ----- | ---- | ------- | ----- |
| 2011  | 5     | 0    | 0       | 0     |
| Total | 5     | 0    | 0       | 0     |

|    | Data                   | Local                                                          | Resultado | Adversário | Gols | Assist. | Competição                              |
| -- | ---------------------- | -------------------------------------------------------------- | --------- | ---------- | ---- | ------- | --------------------------------------- |
| 1. | 20 de janeiro de 2011  | Estádio Jorge Basadre, Tacna, Peru                             | 3–1       | Colômbia   | 0    | 0       | Campeonato Sul-Americano Sub-20 de 2011 |
| 2. | 25 de janeiro de 2011  | Estádio Jorge Basadre, Tacna, Peru                             | 1–0       | Equador    | 0    | 0       | Campeonato Sul-Americano Sub-20 de 2011 |
| 3. | 9 de fevereiro de 2011 | Estádio Monumental da UNSA, Arequipa, Peru                     | 1–0       | Equador    | 0    | 0       | Campeonato Sul-Americano Sub-20 de 2011 |
| 3. | 29 de julho de 2011    | Estádio Metropolitano Roberto Meléndez, Barranquilla, Colômbia | 1–1       | Egito      | 0    | 0       | Campeonato Mundial Sub-20 de 2011       |
| 5. | 17 de agosto de 2011   | Estádio Hernán Ramírez Villegas, Pereira, Colômbia             | 2–0       | México     | 0    | 0       | Campeonato Mundial Sub-20 de 2011       |

#### Seleção Brasileira (total)
| Ano   |       |      |         |       |
| Ano   | Jogos | Gols | Assist. | Média |
| ----- | ----- | ---- | ------- | ----- |
| 2010  | 1     | 1    | 0       | 1     |
| 2011  | 5     | 0    | 0       | 0     |
| Total | 6     | 1    | 0       | 0,16  |

### Total
| Ano   |       |      |         |       |
| Ano   | Jogos | Gols | Assist. | Média |
| ----- | ----- | ---- | ------- | ----- |
| 2009  | 3     | 0    | 0       | 0     |
| 2010  | 23    | 6    | 0       | 0,26  |
| 2011  | 20    | 3    | 1       | 0,15  |
| 2012  | 2     | 0    | 0       | 0     |
| 2013  | 11    | 1    | 0       | 0,09  |
| 2014  | 46    | 5    | 6       | 0,10  |
| 2015  | 41    | 8    | 7       | 0,19  |
| 2016  | 8     | 2    | 0       | 0     |
| Total | 156   | 25   | 14      | 0,15  |

## Títulos
Santos
- Campeonato Paulista: 2010[45]  e 2011
- Copa do Brasil: 2010[46]
- Copa Libertadores da América: 2011 [47]

Shakhtar Donetsk
- Primeira Liga Ucraniana: 2011–12, 2012–13, 2016–17, 2017–18, 2018–19 e 2019–20
- Copa da Ucrânia: 2011–12, 2012–13, 2016–17, 2017–18 e 2018–19
- Supercopa da Ucrânia: 2017 e 2021

Internacional
- Campeonato Gaúcho: 2014 e 2025

Palmeiras
- Copa do Brasil: 2015

Seleção Brasileira
- Copa Sendai: 2010
- Campeonato Sul-Americano Sub-20: 2011
- Copa do Mundo FIFA Sub-20: 2011

### Prêmios individuais
- Artilheiro do Campeonato Brasileiro de Futebol Sub-20: 2009
- Seleção do Campeonato Gaúcho: 2023, 2024 e 2025
- Seleção da Copa Libertadores da América: 2023[48]
- Melhor jogador do mês do Campeonato Brasileiro: Outubro de 2023, Setembro de 2024
- Equipe Ideal da América (El País): 2023
- Seleção do Campeonato Brasileiro: 2024[49]
- Melhor Meia (Bola de Prata): 2024